# The Heart of a Woman (film 1912)
The Heart of a Woman è un cortometraggio muto del 1912 diretto da Warwick Buckland e interpretato da Flora Morris nei panni di una spia.
Si conoscono pochi dati del film che, prodotto dalla Hepworth, fu distrutto nel 1924 dallo stesso produttore, Cecil M. Hepworth. Fallito, in gravissime difficoltà finanziarie, il produttore pensò in questo modo di poter almeno recuperare il nitrato d'argento della pellicola.

## Trama
Una donna che lavora come spia, irretisce un uomo ma se ne innamora e, pentita, restituisce il trattato che aveva rubato.

## Produzione
Il film fu prodotto dalla Hepworth.

## Distribuzione
Distribuito dalla Hepworth, il film - un cortometraggio di 190 metri - uscì nelle sale cinematografiche britanniche nel dicembre 1912.